# جولي ديتي
جولي ديتي (بالإنجليزية: Julie Ditty)‏ مواليد 4 يناير 1979 في أتلانتا، هي لاعبة كرة مضرب أمريكية سابقة بدأت مسيرتها كمحترفة سنة 2002 وكانت تلعب باليد اليسرى، اعتزلت اللعب في 2012. أعلى تصنيف لها في الفردي كان المركز الـ 89 في سنة 2008. أعلى تصنيف لها في الزوجي كان المركز الـ 66 في سنة 2009.

## النهائيات
- هيلتون هيد أيلاند 2006 (فوز)
- بالم ديسيرت أمام أنجليك كيربر 2007 (فوز)

## روابط خارجية
- جولي ديتي على موقع رابطة محترفات التنس (الإنجليزية)
- جولي ديتي على موقع الاتحاد الدولي لكرة المضرب (الإنجليزية)
- جولي ديتي على موقع كأس بيلي جين كينغ (الإنجليزية)
- جولي ديتي على موقع خلاصة التنس.كوم (الإنجليزية)
- جولي ديتي على موقع إي إس بي إن.كوم (الإنجليزية)